# Symphonie en blanc n° 3
Symphonie en blanc n° 3 est une huile sur toile réalisée par le peintre américain James Abbott McNeill Whistler, conservée au Barber Institute of Fine Arts de Birmingham.
L'œuvre représente deux femmes : l'une, vêtue de blanc, est assise sur un canapé, tandis que l'autre repose à terre dans une robe jaunâtre. Le modèle principal, Joanna Hiffernan, est la maîtresse et muse de l'artiste. En choisissant ce titre, Whistler affirme sa vision d'une correspondance entre les arts, dans l'esprit de Charles Baudelaire. L'éventail au sol révèle l'influence du japonisme, alors en vogue, tandis que la parenté formelle avec l'œuvre d’Albert Joseph Moore, son ami proche, souligne leur affinité esthétique.
Commencée en 1865, la toile n’est exposée qu’en 1867 à la Royal Academy of Arts. Bien reçue par les amateurs d'art, elle déroute certains critiques, l’un d’eux reprochant notamment la présence de couleurs autres que le blanc. Whistler réagit par une lettre acerbe, pleine d’ironie. Plus tard, Walter Sickert, ancien élève de l’artiste, décrira le tableau comme « le point le plus bas de l’ancienne manière, juste avant la naissance de la nouvelle ».

## Contexte
James Abbott McNeill Whistler naît en 1834 aux États-Unis, fils de George Washington Whistler, ingénieur ferroviaire. En 1843, son père déménage la famille à Saint-Pétersbourg, en Russie, où James reçoit une formation en peinture. Après un séjour en Angleterre, il retourne en Amérique en 1851 pour intégrer l'Académie militaire de West Point. En 1855, il regagne l'Europe, déterminé à se consacrer à la peinture. Il s'installe d'abord à Paris, puis à Londres en 1859, où il passera la majeure partie de sa vie et rencontrera Dante Gabriel Rossetti ainsi que d'autres membres de la confrérie préraphaélite, qui influenceront profondément son œuvre.
C'est à Londres qu'il fait la connaissance de Joanna Hiffernan, son modèle et future compagne. En 1865, il l'a déjà utilisée pour d'autres œuvres, dont Symphonie en blanc n° 1 : La Jeune Fille en blanc et Symphonie en blanc n° 2. Hiffernan exerce une forte influence sur lui ; son beau-frère, Francis Seymour Haden, a refusé une invitation à dîner en raison de la présence dominante de la muse. En janvier 1864, la mère de Whistler, Anna — plus tard représentée dans Arrangement en gris et noir n° 1 — vient séjourner avec lui à Londres, ce qui oblige Hiffernan à quitter l'appartement et à ne revenir que pour servir de modèle. La présence de Hiffernan déplaît tant à la mère de Whistler que cela crée une tension palpable entre les deux femmes.

## Création
Whistler débute la création de Symphonie en blanc n° 3 dès juillet 1865, cette œuvre étant la dernière pour laquelle Hiffernan sert de modèle. Il choisit Milly Jones, l'épouse d'un ami acteur, comme second modèle. À la mi-août, il a déjà un croquis complet et continue de travailler sur la peinture jusqu'en septembre. Toutefois, il retravaille l'œuvre jusqu'en 1867, date à laquelle il la considère enfin achevée, remplaçant le  « 5 » de la date par un  « 7 » pour marquer les modifications apportées. En mars 1867, William Michael Rossetti mentionne avoir vu la peinture dans l'atelier de Whistler, et note qu'elle était auparavant intitulée The Two Little White Girls (Les Deux jeunes filles en blanc), avant d'être exposée à la Royal Academy of Arts.

## Composition
Symphonie en blanc n° 3 représente Hiffernan allongée sur un canapé, la tête posée sur sa main, tandis que Jones est assise par terre, s'appuyant contre le canapé. Un éventail est posé au sol, accompagné d'une plante à fleurs blanches à droite. Cet éventail, élément oriental, illustre le japonisme, une tendance artistique alors populaire en Europe. À cette période, Whistler est fortement influencé par son ami et collègue Albert Joseph Moore. Le tableau présente de nombreuses similitudes avec l'œuvre contemporaine de Moore, A Musician, ce qui rend difficile la détermination de l'influence réciproque entre les deux artistes, qui collaborent étroitement.
Le peintre Walter Sickert, élève de Whistler, décrit plus tard la peinture de manière peu flatteuse. En décembre 1908, cinq ans après la mort de Whistler, il écrit dans le Fortnightly Review :

« Dans Symphonie en blanc n° 3, s'opère la culbute. Disons-le sans détour : le tableau est mauvais. La composition se révèle défaillante, le dessin mal assuré, la peinture maladroite. Il incarne le point le plus bas d'une manière ancienne, juste avant l'émergence d'une approche nouvelle. Les plis du drapé sont rendus par des rubans de peinture suivant la direction même des replis, avec des contours durs et tranchés. Seuls des peintres peuvent pleinement saisir l'ampleur de l’infamie technique que trahit une telle exécution. Cela signifie que le drapé n'est plus véritablement peint, mais simplement suggéré,. »

Pour Whistler lui-même, cependant, le tableau ne relève nullement d’un style passéiste, mais incarne au contraire une expression nouvelle et audacieuse. En la nommant Symphonie en blanc n° 3, il affirme clairement sa volonté de privilégier la composition plutôt que le sujet représenté. Le choix d’un titre emprunté au vocabulaire musical s’inscrit également dans la théorie des correspondances entre les arts, une idée développée par le poète français Charles Baudelaire. Ces orientations esthétiques prennent, au fil du temps, une place de plus en plus centrale dans l’œuvre de Whistler. Ses deux toiles précédentes, Symphonie en blanc n° 1 et Symphonie en blanc n° 2, portaient à l’origine les titres The White Girl (La Fille en blanc) et The Little White Girl (La Jeune fille en blanc) avant que l’artiste ne les renomme lui-même. Il envisage d’abord d’intituler la troisième toile Two Little White Girls, mais l’évolution de sa conception artistique le conduit à abandonner ce choix. Dès sa première exposition, l’œuvre est donc présentée sous son intitulé musical,.

## Réception critique
L'œuvre reçoit de vives éloges de la part des collègues de Whistler, tels qu'Henri Fantin-Latour, Alfred Stevens, James Tissot et Edgar Degas. Pour ce dernier, l'œuvre inspire son Portrait de mademoiselle Fiocre dans le ballet « La Source ». Cependant, certains critiques, comme Philip Gilbert Hamerton dans le Saturday Review du 1er juin 1867, expriment leur confusion face au titre :
« In the Symphony in White No. III. by Mr. Whistler there are many dainty varieties of tint, but it is not precisely a symphony in white. One lady has a yellowish dress and brown hair and a bit of blue ribbon, the other has a red fan, and there are flowers and green leaves. There is a girl in white on a white sofa, but even this girl has reddish hair; and of course there is the flesh colour of the complexions. »
— Philip Gilbert Hamerton, Saturday Review du 1er juin 1867.

« Dans Symphonie en blanc n° 3 de M. Whistler, on observe de nombreuses nuances délicates, mais l'œuvre ne constitue pas véritablement une symphonie en blanc. Une des dames porte une robe jaunâtre, a les cheveux bruns et arbore un petit ruban bleu, tandis que l'autre tient un éventail rouge. Des fleurs et des feuilles vertes complètent la composition. Une jeune fille en blanc est assise sur un canapé blanc, mais même cette figure présente des cheveux roux ; et bien sûr, il y a également les teintes chair des carnations. »
— Saturday Review du 1er juin 1867.
Whistler se montre toujours belliqueux dans ses réponses aux critiques. Il rédige une lettre à l'éditeur que le journal refuse de publier, mais qu'il réimprime par la suite dans son ouvrage The Gentle Art of Making Enemies : « Il est réjouissant que de telles réflexions profondes trouvent inévitablement leur place dans l'imprimé ! Bon Dieu ! Cette personne s'attendait-elle à voir des cheveux blancs et des visages poudrés ? Croît-elle donc, dans son étonnante logique, qu'une symphonie en Fa ne contient aucune autre note et se résume à une répétition incessante de Fa, Fa, Fa ?... Imbécile !, »
Symphonie en blanc n° 3 est d'abord achetée par le collectionneur d'art Louis Huth, qui commande ensuite à Whistler un portrait de sa femme. L'œuvre est par la suite conservée par l'Institut des Beaux-Arts Barber à Birmingham, en Angleterre.